# District de Mirecourt
Le district de Mirecourt est une ancienne division territoriale française du département des Vosges de 1790 à 1795.
Il était composé des cantons de Mirecourt, Charmes, Dompaire, Rouvres, Valfroicourt et Vittel.

## Galerie

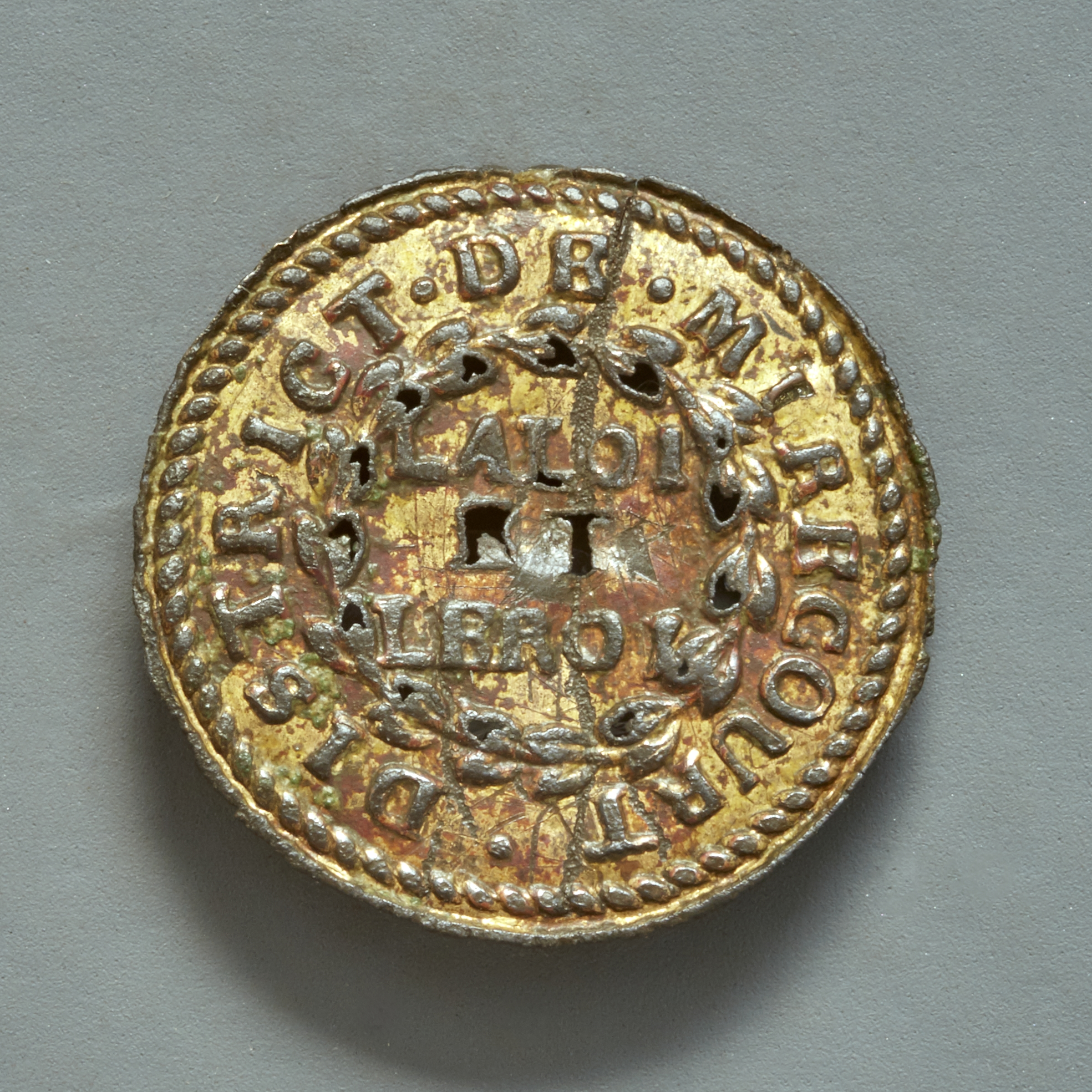
Bouton (musée Carnavalet)